# Слобожанский (оркестр)
«Слобожанский» — молодежный академический симфонический оркестр, единственный профессиональный полный симфонический молодежный оркестр в Украине. Сокращенное название - МАСО "Слобожанский".
Создан для молодых талантливых музыкантов 25-28 лет, которые учатся на старших курсах Харьковского национального университета искусств имени И. П. Котляревского, для аспирантов или выпускников – молодых преподавателей.
Художественный руководитель оркестра — народный артист Украины, заслуженный деятель искусств, профессор, первый проректор Харьковского Национального университета искусств им. И. П. Котляревского Гаррий Абаджян.

## История
Молодежный академический симфонический оркестр «Слобожанский» был создан в 1992 году по распоряжению председателя Харьковской областной государственной администрации Александра Масельского. Первый концерт оркестра состоялся 30 сентября 1992 года в рамках открытия второго международного фестиваля "Харьковские Ассамблеи". Первым дирижёром стал Рашит Нигаматуллин. С 1995 года - Шалико Палтаджян. Директором и пианистом до 1995 года был Владимир Соляников. Ведущей концертов на протяжении первых 20 лет существования коллектива была доктор искусствоведения, профессор ХНУИ — Елена Рощенко.
В 1996 году был признан «Лучшим молодёжным симфоническим оркестром Европы» на Европейском музыкальном фестивале молодежных симфонических оркестров..
На основании выдающихся достижений в обеспечении развития отечественной культуры, в 2008 году молодежный симфонический оркестр «Слобожанский» получил статус академического.
В ноябре 2011 года в рамках проекта "С музыкой в сердце", направленного на социальную реабилитацию осужденных, состоялся концерт МАСО "Слобожанский" в Качановской женской исправительной колонии №54
В 2012 году оркестр начал работать в рамках крупнейшего своего проекта "Классическая феерия".
В рамках проведения чемпионата Европы по футболу "Евро-2012" молодежный академический симфонический оркестр "Слобожанский" принимал участие в концертах в фан-зоне на центральной площади г. Харьков, которые транслировались европейским телевидением на страны Европы.
С 2013 по 2015 год молодежный оркестр также выступал под брендом "Виртуозы Слобожанщины".
В марте 2013 года состоялось выступление оркестра со Святославом Вакарчуком а так же  первое совместное выступление с группой ТНМК, положившее начало их творческому сотрудничеству, результатом которого стал выпуск совместного альбома "Симфо Хип-хоп" в начале 2015 года.
В мае 2018 года оркестр выступил на сцене Национальной филармонии Украины. Дирижировал народный артист Украины  Аллин Власенко, солировал Валерий Соколов (скрипка). В ноябре того же года на концерте "Код Косенко: утраченные партитуры выдающихся украинцев", оркестром было осуществлено первое концертное исполнение произведение украинского композитора Виктора Косенко -  «11 этюдов в форме старинных танцев».  В апреле 2019 года известный скрипач Даниил Австрих дебютировал с МАСО "Слобожанский" в качестве дирижера. А 10 мая 2019 года года, на концерте "Мистическая "Красная скрипка" с оркестром выступила американская скрипачка Элизабет Питкэрн, играющая на скрипке Антонио Страдивари - "Красный Мендельсон", 1720 года. Этот концерт стал первым выступлением американской скрипачки в Украине.

## Сотрудничество с дирижёрами и музыкантами
В оркестре нет постоянного дирижера. Коллектив стремится привлечь к сотрудничеству лучших мастеров дирижерского искусства, представляющих разные национальные школы симфонического дирижирования. На протяжении своего существования молодежный оркестр работал с разными дирижёрами, композиторами и музыкантами со всего мира.

### Дирижеры
- Кирилл Карабиц[1] (Украина);
- Аллин Власенко[14] (Украина);
- Владимир Сиренко[15] (Украина);
- Николай Дядюра[16] (Украина);
- Виктория Жадько[17] (Украина);
- Виталий Протасов[18] (Украина);
- Юрий Яковенко [19](Украина)
- Виктор Плоскина[20] (Украина);
- Вячеслав Редя[21] (Украина);
- Петр Товстуха[22] (Украина);
- Теодор Кучар[1] (США);
- Сергей Скрипка[16] (Россия);
- Вирко Балей[23] (Украина, США);
- Дэвид Драммонд[23] (Великобритания);
- Тимоти Рейниш[13] (Великобритания);
- Кристофер Гейфорд[13] (Великобритания);
- Буркхард Ремпе[24] (Германия);
- Габриель Хейне[16] (США);
- Дмитрий Лисс[25] (Россия);
- Рашид Нигматуллин[16] (Россия);
- Владимир Фаншиль[26] (Австралия);
- Дионисиос Грамменос[27] (Греция).

### Солисты
- Владимир Крайнев[16] (Россия);
- Евгения Мирошниченко[28] (Украина);
- Максим Пастер[29] (Россия);
- Даниил Австрих[30] (Германия);
- Валерий Соколов[31] (Украина);
- Томаш Слюсарчик[32] (Польша);
- Игорь Гавриш[33] (Россия);
- Ласло Фенио[34] (Венгрия);
- Алексей Стадлер[27] (Россия).
- Аркадий Шилклопер (Германия);
- Игорь Чернявский (Украина).
- Элизабет Питкэрн[12] (США).
- Алексей Семененко[11] (Украина).
- Михаил Захаров[35] (Украина).
- Богдана Пивненко [36](Украина).
- Алексей Шадрин[18] (Украина)

### Современные композиторы
- Евгений Станкович[28] (Украина);
- Иван Карабиц[28] (Украина);
- Виталий Пацера[28] (Украина);
- Левко Колодуб[28] (Украина);
- Владимир Золотухин[28] (Украина);
- Виктор Мужчиль[28] (Украина);
- Виталий Губаренко[37] (Украина);
- Владимир Птушкин[28] (Украина);
- Андрей Эшпай [28](Россия);
- Карен Хачатурян[28] (Россия).

### Музыканты других жанров
- Глеб Самойлов и группа The Matrixx (Россия)[38] (рок);
- Аркадий Шилклопер (Россия)[39] (джаз);
- Сосо Павлиашвили (Грузия, Россия)[40] (эстрада);
- группа ТНМК (Украина)[41] (хип-хоп).

## Участие в фестивалях и конкурсах
Молодежный академический симфонический оркестр «Слобожанский» неоднократно приглашали на фестивали в Испании, Италии, Дании, Германии, Сербии и Черногории.
- Международный Фестиваль «Музыка — наш общий дом»[42] (Харьков);
- Международный музыкальный фестиваль «Харьковские ассамблеи»[43] (Харьков);
- Международный конкурс молодых пианистов имени В. Крайнева[44] (Харьков).

## Оригинальные проекты
МАСО «Слобожанский» постоянно находится в творческом поиске новых форм популяризации симфонического искусства. С этой целью, оркестром реализовано несколько нетипичных для симфонических коллективов проектов, среди них: концерт «IceSymphony», который ежегодно проходит в спортивном комплексе "Салтовский лед". На нем выступления профессиональных фигуристов проходят в сопровождении симфонического оркестра и сопровождаются световыми инсталляциями/ А так же  концерты с участием мастера песочной анимации Дарьи Пушанкиной, концерт «Дунаевский. Песня о веселом ветре», в ходе которого исполнение произведений Дунаевского чередуется с рассказами известного экскурсовода Максима Розенфельда о творчестве композитора. Также, оркестр – неизменный участник проекта популярной группы «Танок на майдане Конго» под названием «Симфо Хип-хоп».  

## Репертуарная политика
Репертуарная политика оркестра нацелена на максимально широкий охват симфонических шедевров мировой классики. Помимо признанных классических шедевров на концертах звучат и произведения современных украинских композиторов Виталия Губаренко, Мирослава Скорика, Евгения Станковича, Левка Колодуба, Виталия Пацеры, Владимира Птушкина и других.

## Благотворительность
С 2012 года молодежный оркестр постоянный участник ежегодного благотворительного концерта «Классическая феерия». Первый концерт состоялся 15 декабря 2012 года Органном зале Харьковской филармонии.
В декабре 2015 года после концертов в Харькове и Львове деньги, вырученные от продажи билетов, пошли на закупку расходных операционных материалов для Института общей и неотложной хирургии им. В. Т. Зайцева (Харьков) и Областной клинической больницы (Львов).
По итогам благотворительного концерта «Классическая феерия-2016» в Харьковскую областную клиническую больницу был приобретен электронейромиограф.
В 2017 собранные средства пошли на покупку оборудования для детской операционной Харьковского областного клинического центра урологии и нефрологии им. В. И. Шаповала.
В декабре 2018 года на собранные средства для слабовидящих детей из учебно-воспитательного комплекса имени В. Г. Короленко был приобретен принтер, печатающий шрифтом Брайля.